# Flughafen Tandag

i7
i11
i13
Der Flughafen Tandag (IATA-Code: TDG, ICAO-Code: RPWW) ist ein regionaler Verkehrsflughafen der Klasse 2 und bedient das Gebiet um Tandag City, der Hauptstadt der Provinz Surigao del Sur auf den Philippinen. Neben dem Flughafen Bislig ist er einer von zwei Flughäfen in dieser Region. Die Fluglinie Cebu Pacific flog jeweils am Montag, Mittwoch und Freitag von Cebu City aus den Flughafen an, hat jedoch ab 2018 diese Destination eingestellt.